# Unterseeboot 989
L'Unterseeboot 989 ou U-989 est un sous-marin allemand (U-Boot) de type VIIC utilisé par la Kriegsmarine pendant la Seconde Guerre mondiale.
Le sous-marin fut commandé le 25 mai 1941 à Hambourg (Blohm + Voss), sa quille fut posée le 17 octobre 1942, il fut lancé le 16 juin 1943 et mis en service le 22 juillet 1943, sous le commandement de l'Oberleutnant zur See Hardo Rodler von Roithberg.
Il est coulé par la Royal Navy dans l'Atlantique Nord, en février 1945.

## Conception
Unterseeboot type VII, l'U-989 avait un déplacement de 769 tonnes en surface et 871 tonnes en plongée. Il avait une longueur totale de 67,10 m, un maître-bau de 6,20 m, une hauteur de 9,60 m et un tirant d'eau de 4,74 m. Le sous-marin était propulsé par deux hélices de 1,23 m, deux moteurs diesel Germaniawerft M6V 40/46 de 6 cylindres en ligne de 1 400 cv à 470 tr/min, produisant un total de 2 060 à 2 350 kW en surface et de deux moteurs électriques Brown, Boveri & Cie GG UB 720/8 de 375 cv à 295 tr/min, produisant un total 550 kW, en plongée. Le sous-marin avait une vitesse en surface de 17,7 nœuds (32,8 km/h) et une vitesse de 7,6 nœuds (14,1 km/h) en plongée. Immergé, il avait un rayon d'action de 80 milles marins (150 km) à 4 nœuds (7,4 km/h; 4,6 milles par heure) et pouvait atteindre une profondeur de 230 m. En surface son rayon d'action était de 8 500 milles nautiques (soit 15 700 km) à 10 nœuds (19 km/h).
L'U-989 était équipé de cinq tubes lance-torpilles de 53,3 cm (quatre montés à l'avant et un à l'arrière) et embarquait quatorze torpilles. Il était équipé d'un canon de 8,8 cm SK C/35 (220 coups), d'un canon antiaérien de 20 mm Flak et d'un canon 37 mm Flak M/42 qui tire à 15 350 mètres avec une cadence théorique de 50 coups par minute. Il pouvait transporter 26 mines TMA ou 39 mines TMB. Son équipage comprenait 4 officiers et 40 à 56 sous-mariniers.

## Historique
Il reçut sa formation de base au sein de la 5. Unterseebootsflottille jusqu'au 31 janvier 1944, puis il intégra sa formation de combat dans la 9. Unterseebootsflottille. À partir du 1er octobre 1944, il opéra dans la 33. Unterseebootsflottille.
Il quitte Kiel en Allemagne  le 11 janvier 1944 pour sa première patrouille sous les ordres de Hardo Rodler von Roithberg, promu Kapitänleutnant le 1er janvier 1944. L'U-989 fait partie du groupe Igel 1 qui se positionne au nord-ouest de l'Écosse à partir du 3 février 1944. Les U-Boote naviguent ensuite dans le sud-est de l'Islande jusqu'au 10 février 1944 puis mettent cap à l'ouest.
L'U-989 et les U-Boote opèrent ensuite dans l'ouest de la Manche à la recherche des convois ONS-29, ON-224 et OS-68, repérés par un avion le 14 février 1944. Au lieu d'observer des convois à l'aube du 19 février 1944, les bateaux découvrent des destroyers. L'opération est annulée et les U-Boote naviguent en immersion pour éviter les avions du HMS Striker (D12) (en). Après 54 jours en mer, l'U-989 atteint Brest le 4 mars 1944.
Sa deuxième patrouille se déroule du 6 au 8 juin 1944, soit trois jours en mer. Le 7 juin 1944 au matin, en transit pour rejoindre sa zone de patrouille, l'U-989 est attaqué et endommagé par un avion bombardier Wellington HQ149/C du Sqn 407 (RCAF) piloté par le S/Ldr D.W. Farrel. Au cours du combat, le submersible abat le Wellington. Un peu plus tard il est de nouveau attaqué par le bombardier Liberator BZ942/M du Sqn 224 piloté par le F/O E. Allen. Pendant les tirs, le Commandant Roithberg est blessé à la cuisse.
Lors de sa troisième patrouille, le submersible part en mer pendant trois jours.
Sa quatrième patrouille débute le 9 août 1944 au départ de Brest pour la Manche. L'U-989 équipé d'un Schnorchel atteint sa zone d'opérations. Dans la soirée du 23 août 1944, il torpille et endommage un cargo à vapeur américain au sud-ouest de l'île de Wight et trois jours plus tard, dans la même zone, il envoie par le fond un cargo à vapeur britannique qui est en route pour la Normandie. Les sept U-Boote reçoivent l'ordre de quitter la Manche pour rejoindre la Norvège à la fin août 1944. L'U-989 et cinq des U-Boote répondent à l'ordre et il atteint Marviken le 26 septembre 1944.
Après une courte escale à Flensbourg, l'U-989 commence sa cinquième patrouille le 7 février 1945 au départ d'Horten pour les côtes britanniques. En transit, le sous-marin est repéré par le 10e EG le 14 février 1945 en mer de Norvège, au nord des Shetlands. Il est envoyé par le fond à la position 61° 36′ N, 1° 35′ O, par des charges de profondeur des frégates HMS Bayntun (K310) (en), HMS Braithwaite (K468) (en), HMS Loch Dunvegan (K425) (en) et HMS Loch Eck (K422) (en). 
Deux hommes sont recueillis, mais meurent dans l'après-midi. L'un d'eux est le Commandant Hardo von Roithberg ; c'est le jour de son 27e anniversaire. Les quarante-cinq autres membres d'équipage sont portés disparus.

## Affectations
- 5. Unterseebootsflottille du 22 juillet 1943 au 31 janvier 1944 (Période de formation).
- 9. Unterseebootsflottille du 1er février 1944 au 30 septembre 1944 (Unité combattante).
- 33. Unterseebootsflottille du 1er octobre 1944 au 14 février 1945 (Unité combattante).

## Commandement
- Kapitänleutnant Hardo Rodler von Roithberg du 22 juillet 1943 au 14 février 1945 (Croix allemande).

## Patrouilles
|       | Commandant                        | Départ            | Départ     | Arrivée           | Arrivée   | Jours     | Succès |
| ----- | --------------------------------- | ----------------- | ---------- | ----------------- | --------- | --------- | ------ |
| 1     | Kptlt. Hardo Rodler von Roithberg | 11 janvier 1944   | Kiel       | 4 mars 1944       | Brest     | 54 jours  |        |
| 2     | Kptlt. Hardo Rodler von Roithberg | 6 juin 1944       | Brest      | 8 juin 1944       | Brest     | 3 jours   |        |
| 3     | Kptlt. Hardo Rodler von Roithberg | 8 juillet 1944    | Brest      | 10 juillet 1944   | Brest     | 3 jours   |        |
| 4     | Kptlt. Hardo Rodler von Roithberg | 9 août 1944       | Brest      | 26 septembre 1944 | Marviken  | 49 jours  | 8 967  |
|       | Kptlt. Hardo Rodler von Roithberg | 28 septembre 1944 | Marviken   | 3 octobre 1944    | Flensburg | 6 jours   |        |
|       | Kptlt. Hardo Rodler von Roithberg | 3 février 1945    | Flensbourg | 5 février 1945    | Horten    | 3 jours   |        |
| 5     | Kptlt. Hardo Rodler von Roithberg | 7 février 1945    | Horten     | 14 février 1945   | Coulé     | 8 jours   |        |
| Total | Total                             | Total             | Total      | Total             | Total     | 126 jours | 0 t    |

Note : Kptlt. = Kapitänleutnant

### Opérations Wolfpack
L'U-989 a opéré avec les Wolfpacks (meute de loups) durant sa carrière opérationnelle.
- Stürmer (26 janvier – 3 février 1944)
- Igel 1 (3-17 février 1944)
- Hai 1 (17-22 février 1944)

## Navire(s) coulé(s)
L'U-989 a coulé 1 navire marchand de 1 791 tonneaux et a endommagé 1 navire marchand de 7 176 tonneaux au cours des 5 patrouilles (126 jours en mer) qu'il effectua.
| Date         | Nom             | Nationalité | Tonnage | Convoi | Fait      | Localisation        |
| ------------ | --------------- | ----------- | ------- | ------ | --------- | ------------------- |
| 23 août 1944 | Louis Kossuth   | USA         | 7 176   | EPM-42 | Endommagé | 50° 16′ N, 1° 41′ O |
| 26 août 1944 | Ashmun J Clough | Royaume-Uni | 1 791   | EBC-82 | Coulé     | 50° 10′ N, 1° 41′ O |